# Paxtakor Taschkent
Paxtakor Taschkent (usbekisch-kyrillisch: ФК „Пахтакор“ Тошкент; russisch ФК Пахтакор Ташкент/FK Pachtakor Taschkent) ist ein 1956 gegründeter usbekischer Fußballverein aus Taschkent.

## Vereinsgeschichte

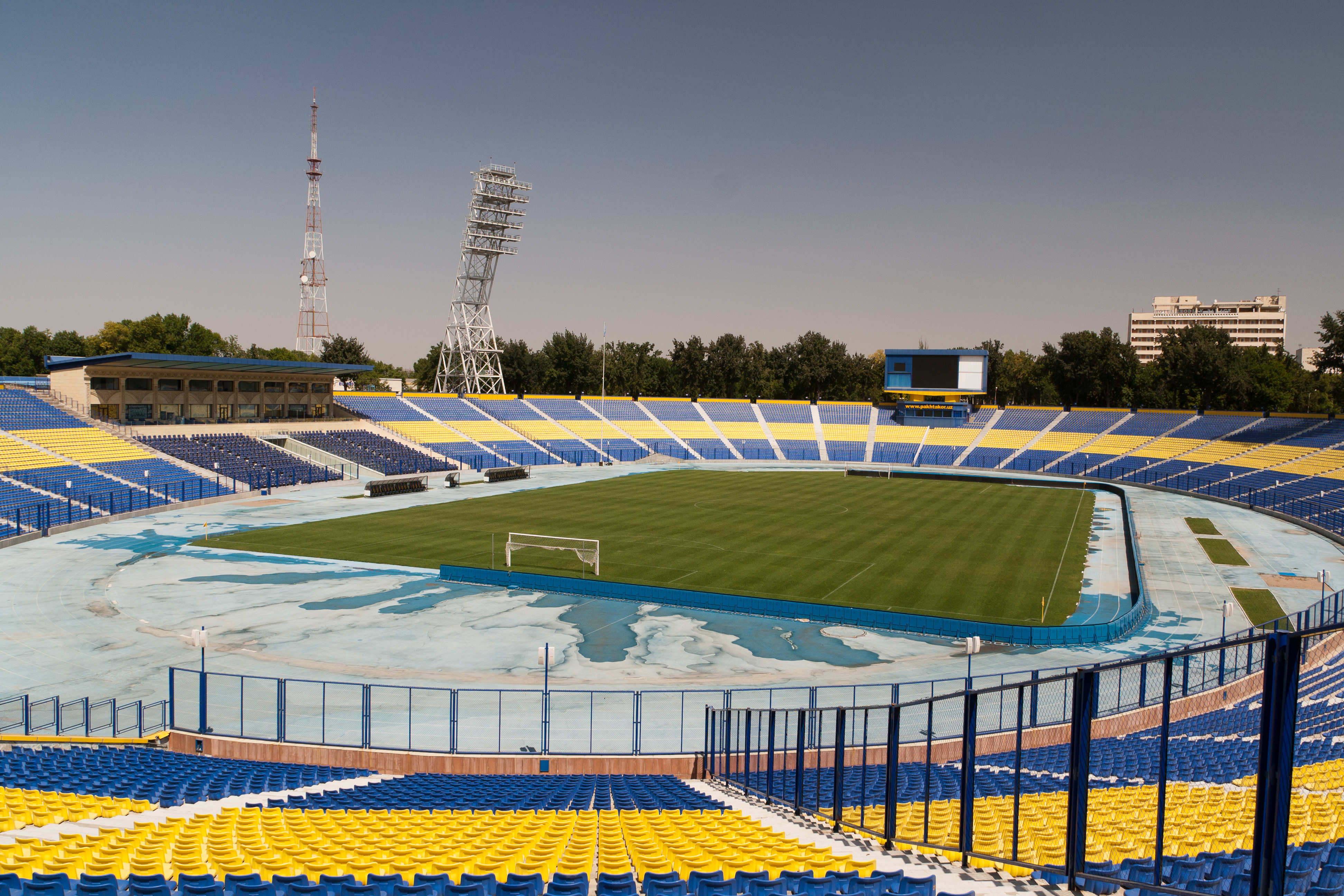
Paxtakor-Zentral-Stadion in Taschkent

Der Club hieß bis 1952 Dinamo Taschkent und 1953–1955 Spartak Taschkent, anschließend wurde der heutige Name, damals in der Schreibweise Pachatakor (kyrillisch Пахтакор), angenommen. Während der Zeit der Sowjetunion war Pachtakor der einzige Verein aus Usbekistan, der je in der höchsten sowjetischen Liga spielte. Unter Trainer Alexander Keller gelang 1960 der Aufstieg in die oberste Liga.
Der Club verbrachte anschließend insgesamt 22 Spielzeiten in der höchsten Liga der UdSSR, erreichte aber nie eine bessere Platzierung als den sechsten Platz und musste immer wieder Abstiege hinnehmen, konnte jedoch meist nach kurzer Pause wieder in die höchste Liga zurückkehren. 1968 erreichte Pachtakor das Finale des Pokals der UdSSR, verlor aber mit 0:1 gegen Torpedo Moskau. Großen Anteil an den Erfolgen der 1960er-Jahre hatte der Stürmer Gennadi Krasnizki.
1979 starb der gesamte Kader von Pachtakor in einem Flugzeugunglück an Bord einer Tupolew Tu-134. Eine neue Mannschaft wurde aus Freiwilligen zusammengestellt. In den folgenden drei Jahren sollte Pachtakor laut Beschluss des sowjetischen Fußballverbandes seinen Platz in der obersten Spielklasse in jedem Fall behalten dürfen, unabhängig von den sportlichen Ergebnissen. Kurz darauf kam Andrei Jakubik zum Verein, der maßgeblich dazu beitrug, dass der Club 1982 auf dem sechsten Tabellenplatz landete – der bisher besten Platzierung. 1984 musste man aber den Abstieg in die Perwaja Liga antreten, in der man sechs Jahre lang verblieb. In der Saison 1990 gelang jedoch der Wiederaufstieg, so dass man 1991 die letzte Spielzeit der Sowjetunion noch einmal in der obersten Liga verbrachte.
Anschließend spielte man in der neugegründeten usbekischen Fußballliga.
Der Club ist mit 16 Titeln zudem heutiger usbekischer Rekordmeister sowie mit 13 Pokalsiegen Rekordpokalsieger. Pachtakor nahm als jeweiliger Meister an allen Austragungen der AFC Champions League teil und konnte dabei 2003 und 2004 jeweils bis ins Halbfinale vorrücken.

## Vereinserfolge

### National
- Usbekischer Meister: 1992, 1998, 2002, 2003, 2004, 2005, 2006, 2007, 2012, 2014, 2015, 2019, 2020, 2021, 2022, 2023
- Usbekischer Pokalsieger: 1993, 1997, 2001, 2002, 2003, 2004, 2005, 2006, 2007, 2009, 2011, 2019, 2020
- Usbekischer Ligapokalsieger: 2019
- Usbekischer Supercupsieger: 2021, 2022
- Meister der Perwaja Liga (Sowjetunion): 1972
- Finalist im Fußballpokal der Sowjetunion: 1966/67

### Kontinental
- AFC Champions League

Halbfinale 2003, 2004
- GUS-Pokal: 2007

## Ehemalige Spieler
- Odil Ahmedov
- Michail An
- Virginijus Baltušnikas
- Marat Bikmaev
- Vitaliy Denisov (Jugend)
- Vassilis Hatzipanagis
- Alexander Heinrich
- Edgar Hess
- Jafar Irismetov
- Anvar Jabborov
- Andrei Jakubik
- Server Jeparov
- Timur Kapadze
- Gennadi Krasnizki
- Manutschar Mataschaidse
- Milan Nikolić
- Dmitri Ogai
- Choren Howhannisjan
- Mirjalol Qosimov
- Wladimir Schischelow
- Maksim Shatskix (Jugend)
- Konstantin Sosenko
- Sanjar Tursunov (Jugend)
- Qairat Utabajew

## Trainer
- Edgar Hess (1986)
- Dejan Đurđević (2011–2012)
- Schota Arweladse (2017–2020)

## Logohistorie

Logo während der 70er und 80er